# De Weg (boek)
De Weg is een sciencefictionroman geschreven door de Amerikaanse schrijver Cormac McCarthy en voor het eerst gepubliceerd in 2006. Het speelt zich af in een post-apocalyptische wereld waarin een vader en diens zoon een reis ondernemen naar het zuiden om te ontsnappen aan de snel naderende winter. Onderweg komen ze in aanvaring met de werkelijkheid: de wereld is vergaan en het enige wat nog rest zijn enkele kannibalen en mensen die trachten te overleven.
Het boek werd in 2007 bekroond met de Pulitzer Prize for Fiction en de James Tait Black Memorial Prize voor Fictie in 2006.

## Film
De Weg werd in 2010 verfilmd, met filmster Viggo Mortensen, vooral bekend voor zijn rol als Aragorn in The Lord of the Rings, in de hoofdrol. Ook Kodi Smit-McPhee was van de partij. Het grootste deel van de productie vond plaats in Louisiana, Oregon, en op enkele locaties in Pennsylvania.